# پترا (فیلم)
پترا (اسپانیایی: Petra‎) یک فیلم تراژدی اسپانیایی به کارگردانی خائیمه رُسالِس است که در سال ۲۰۱۸ منتشر شد. این فیلم در بخش دو هفته کارگردانان جشنواره فیلم کن ۲۰۱۸ اکران شد.

## گزیدهٔ بازیگران
- باربارا لنی
- الکس برندمول
- ماریسا پاردس
- پترا مارتینس
- ناتالی مادوئنو
- اوریول پلا